# ASB Classic 2012
ASB Classic 2012 var en professionel tennisturnering for kvinder, der blev spillet udendørs på hard court. Det var den 27. udgave af turneringen, der er en del af WTA Tour 2012. Kampene blev afviklet i  Auckland, New Zealand, fra 2. januar til 8. januar 2012.
Zheng Jie vandt turneringen efter at hendes modstander Flavia Pennetta træk sig i finalen.

## Finalerne

### Damesingle
Uddybende artikel: ASB Classic 2012 (damesingle)
 Zheng Jie –  Flavia Pennetta, 2–6, 6–3, 2–0 (Pennetta træk sig)
- Det var Zheng's første titel i 2012 og hendes fjerde i karrieren.

### Damedouble
Uddybende artikel: ASB Classic 2012 (damedouble)
 Andrea Hlaváčková /  Lucie Hradecká –  Julia Görges /  Flavia Pennetta 6–7(2–7), 6–2, [10–7]